# Sheikh Zayed Road

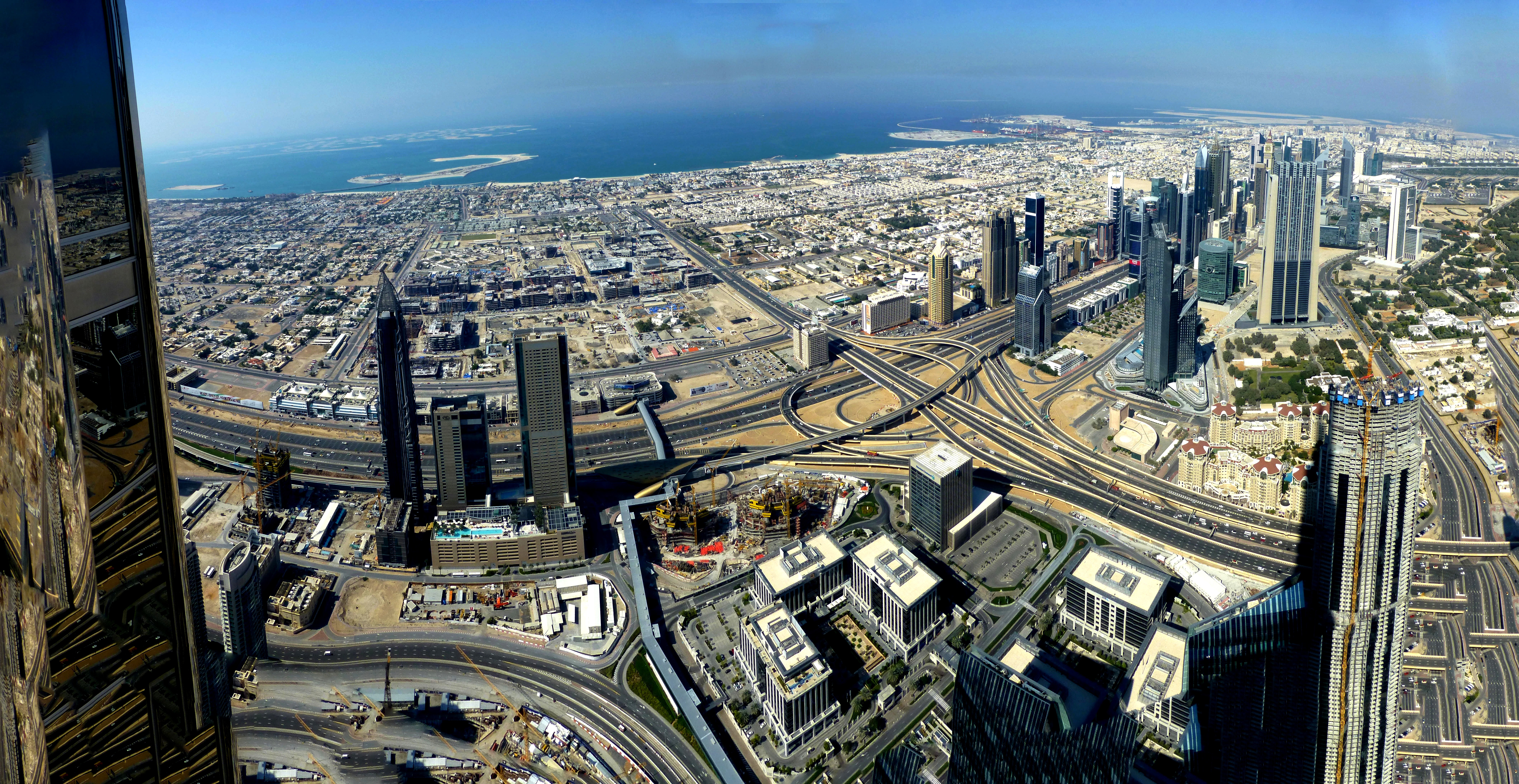
Sheikh Zayed Road.

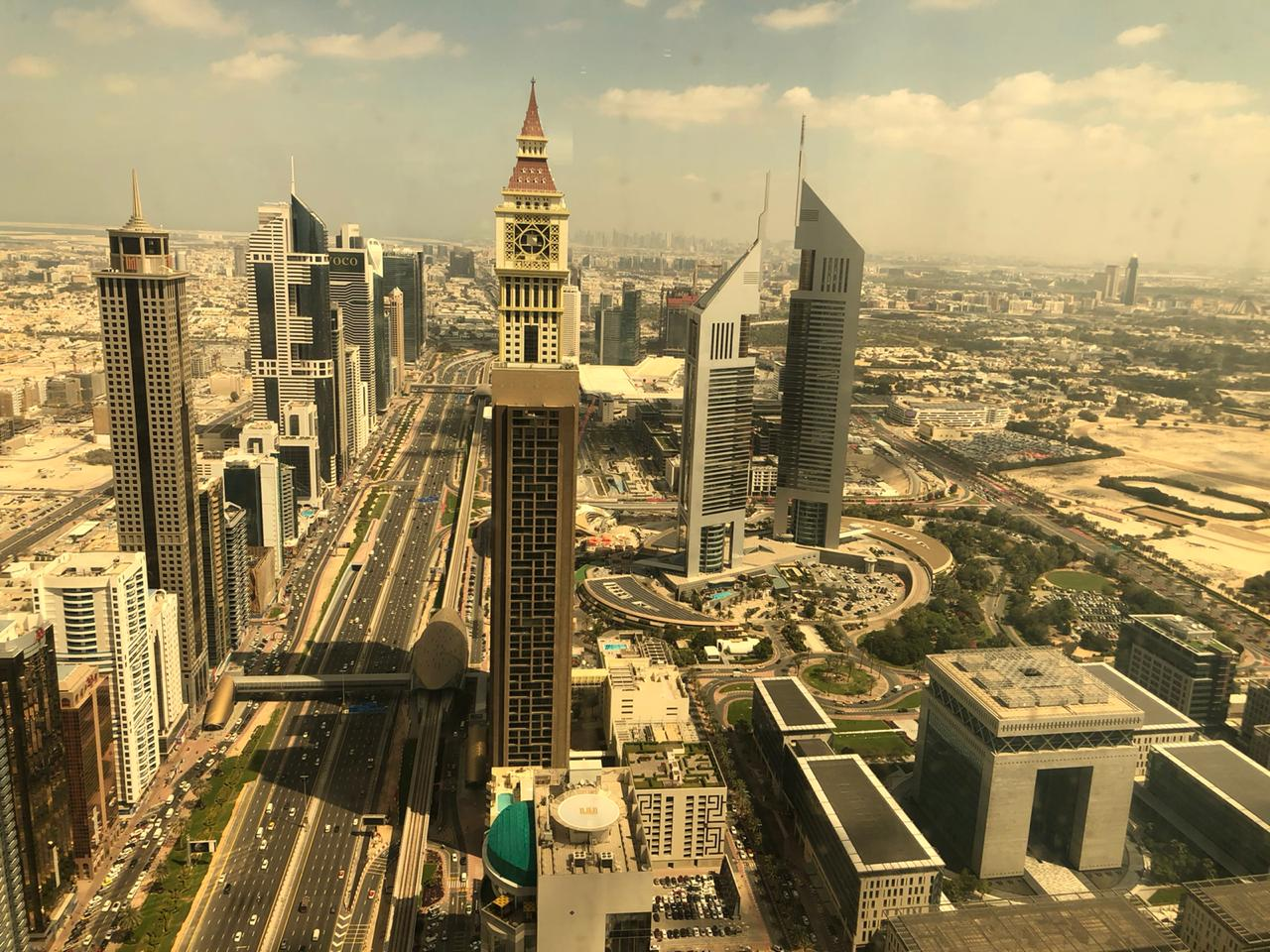
Sheikh Zayed Road.

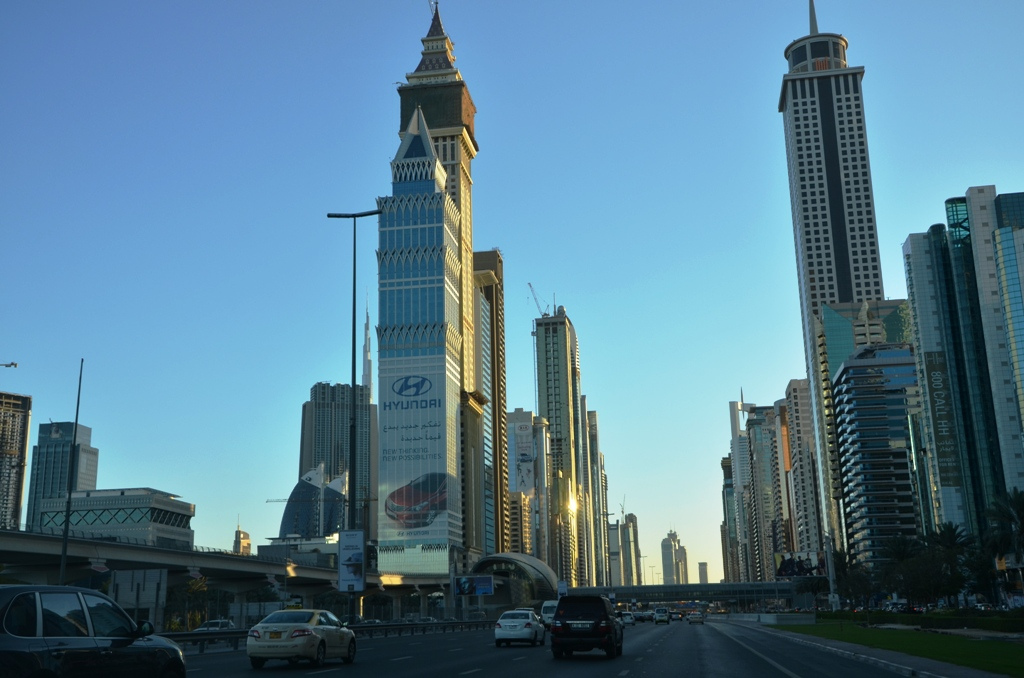
Sheikh Zayed Road.

Jeque Zayed (en árabe:شارع إ 11) es una carretera en Emiratos Árabes Unidos. Se trata de la carretera más larga del país. La E 11 parte de la ciudad de Abu Dabi y termina en Ras Al Khaimah, discurriendo paralela a la costa del Golfo Pérsico. La carretera constituye la principal arteria de numerosas ciudades, donde asume diversos nombres alternativos: Carretera del Jeque Maktoum, en Abu Dhabi, Carretera del Jeque Zayed, en Dubái, y Carretera del Jeque Muhammed Bin Salem, en Ras Al Khaimah. 